# Gornjane
Gornjane (en serbe cyrillique : Горњане) est un village de Serbie situé dans la municipalité de Bor, district de Bor. Au recensement de 2011, il comptait 896 habitants.
Gornjane est officiellement classé parmi les villages de Serbie.

## Démographie
| 1948  | 1953  | 1961  | 1971  | 1981  | 1991  | 2002  | 2011 |
| ----- | ----- | ----- | ----- | ----- | ----- | ----- | ---- |
| 2 061 | 2 126 | 2 093 | 1 875 | 1 705 | 1 446 | 1 114 | 896  |

|  |